# Ferdinand II (roi de León)
Pour les articles homonymes, voir Ferdinand II.
Ferdinand II de León ou Fernando II, né en 1137, mort à Benavente le 22 janvier 1188, est roi de Léon et de Galice de 1157 à 1188. Il est le fils d'Alphonse VII, roi de Castille, Léon et Galice, et de Bérengère de Barcelone.

## Biographie

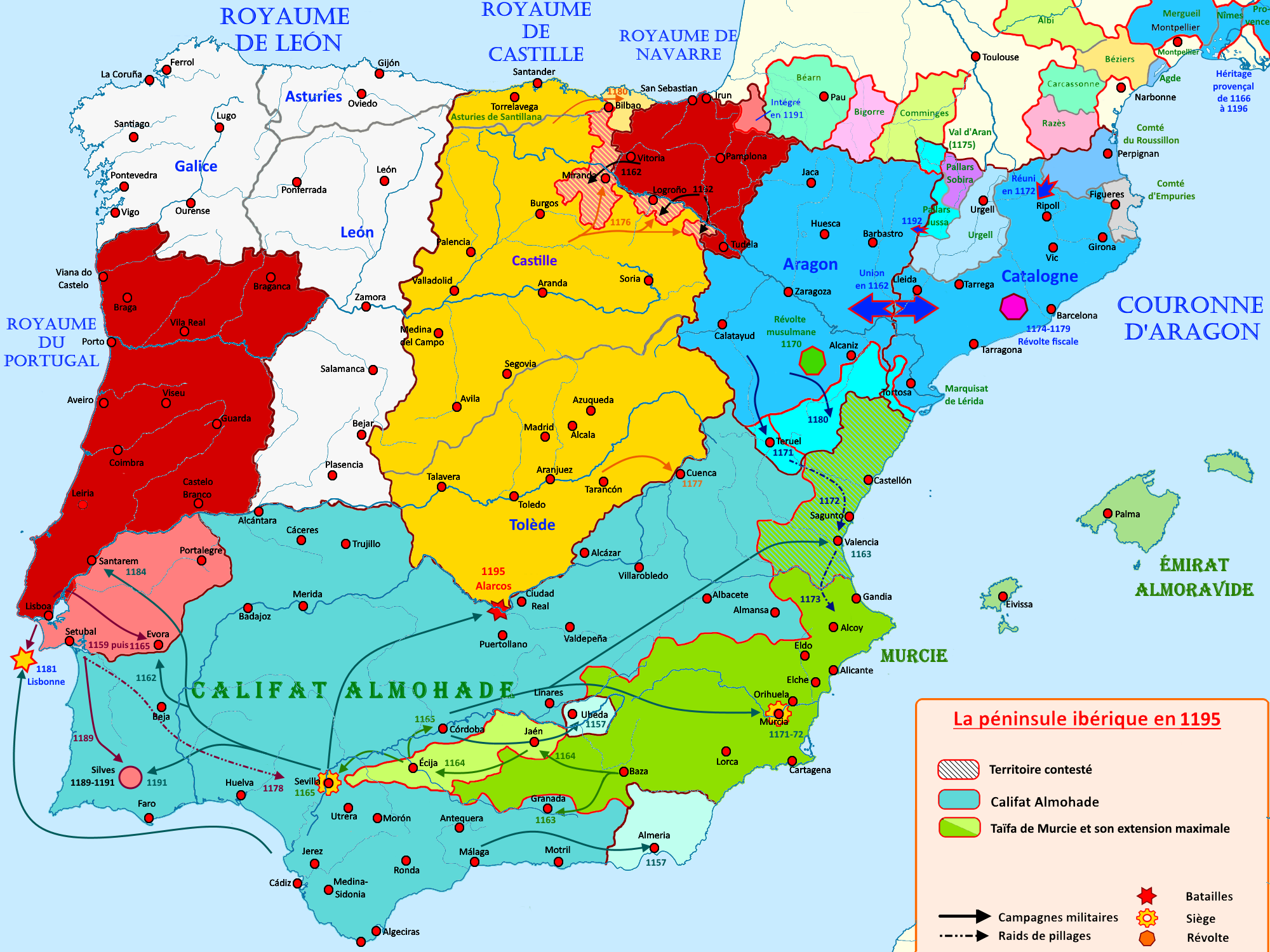
Le partage de 1157.

Il succède à son père en 1157, tandis que son frère Sanche III hérite de la Castille. Il se distingue pendant un règne de 30 ans par sa prudence, sa valeur et son affabilité. Régent en Castille, après la mort de Sanche III, pendant la minorité d'Alphonse VIII, son neveu, il apaise les troubles qu'y avait causés la rivalité des Castro et des Lara. 
Il enlève aux Maures plusieurs places importantes, recule les limites de ses États, et meurt en 1188, au moment où il se prépare à une croisade. C'est de son règne que date l'ordre militaire de Saint-Jacques, destiné à la défense des domaines des Chrétiens.

## Mariages et enfants
Il épouse en mai 1165 Urraque de Portugal (1151 † 1188), fille d'Alphonse Ier, roi de Portugal et de Mathilde de Savoie. Ils ont :
- Alphonse IX (1171 † 1230), roi de Léon.

Il se remarie avant 1178 avec Thérèse († 1180), fille de Ferdinand de Trava, seigneur de Trastamare, et de Sanha Gonzalez, et a :
- Ferdinand (1180 † 1187).

Il prend ensuite comme maîtresse Urraque Lopez de Haro, fille du comte Loup Diaz de Haro et d'Aldonza Ruiz, qu'il épouse en mai 1187. Ils ont :
- Garcia Fernandez, né vers 1182 avant le mariage de ses parents, et mort en 1184 ;
- Sanche (1188 † 1220), seigneur de Monteagudo et d'Aguilar.

## Sources
Cet article comprend des extraits du Dictionnaire Bouillet. Il est possible de supprimer cette indication, si le texte reflète le savoir actuel sur ce thème, si les sources sont citées, s'il satisfait aux exigences linguistiques actuelles et s'il ne contient pas de propos qui vont à l'encontre des règles de neutralité de Wikipédia.